# Gårdsby kyrka
Gårdsby kyrka är en kyrkobyggnad i Växjö stift. Den är församlingskyrka i Gårdsby församling.

## Kyrkobyggnaden
När Esaias Tegnér 1824 utnämndes till biskop i Växjö stift blev han också kyrkoherde i Gårdsby prebendepastorat. I församlingen fanns en relativt stor medeltida kyrka som inte helt oväntat skulle ersättas av en ny under Tegnérs biskopstid. Den gamla kyrkan var belägen nordväst om den nuvarande. Beslut om nybyggnad togs 1828 och kyrkan uppfördes 1833–35 av byggmästare S Sjöholm från Söraby efter ritningar av Jacob Wilhelm Gerss. Kyrkan invigdes 1837 av biskop Tegnér.
Den nya kyrkan består av ett avlångt kyrkorum med avslutande korvägg och en bakomliggande halvrund sakristia i öster samt torn i väster med huvudingång. Tornet är försett med tornur med fyra urtavlor och en lanternin krönt av ett kors. Kyrkorummet präglas av Bengt Nordenbergs målningar från 1880-talet samt Agi Lindegrens omgestaltning av kyrkorummet 1905.Den ursprungliga altarpredikstol  byggdes om och fick sin nuvarande plats. De båda freskerna längst i väster som visar: "Den heliga staden", tillkom 1905 liksom kortakets medaljongmålningar med; "Jesus välsignar barnen", "Petrus i Rom" och "Johannes på Patmos" är utförda av Sven Linnborg.

## Inventarier
- Dopfunt. Dopfunten, av naturfärgad "jugoslavisk" ek, är utförd av konstnären Thure Thörn, Malmö 1918. Den invigdes tacksägelsedagen 1965. Ett stort runt dopfat av mässing, genom inskrift daterat till 1684 och med initialerna MO och DS, sannolikt givarna, tyder på att en äldre, men numera försvunnen dopfunt varit i åtminstone den gamla kyrkans ägo.
- Altartavla, "Jesus botar en man med en förtvinad hand", utförd 1882 av Bengt Nordenberg[1]
- 1889 tillkom de åtta stora oljemålningar av Nordenberg som är placerade på långväggarna. Motiven utgörs på södra sidan av: Jesu bergspredikan, Änkans gåva, Jesus botar den kanaaneiska kvinnans dotter samt Jesus uppenbarar sig för två lärjungar på vägen till Emmaus. På den norra väggen ses: Jesus och Nikodemus, Den uppståndne visar sig, Judas visar vägen till Getsemane samt Jesus och den samariska kvinnan vid Sykars brunn.[1]
- Predikstol med ljudtak. (Hade tidigare sin plats över altaret).
- Bänkinredning från kyrkans byggnadstid.

## Bildgalleri

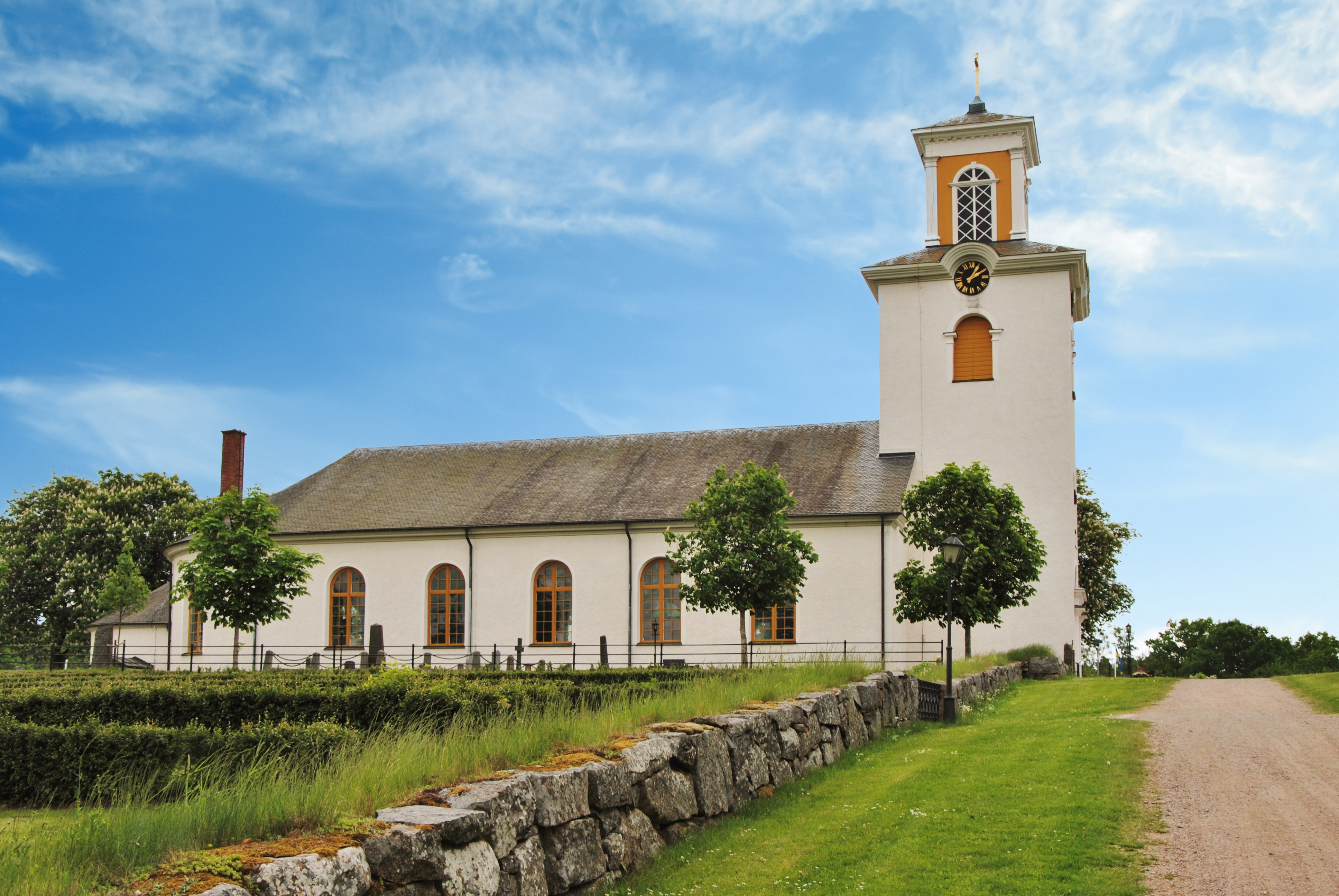
Exteriör från norr.
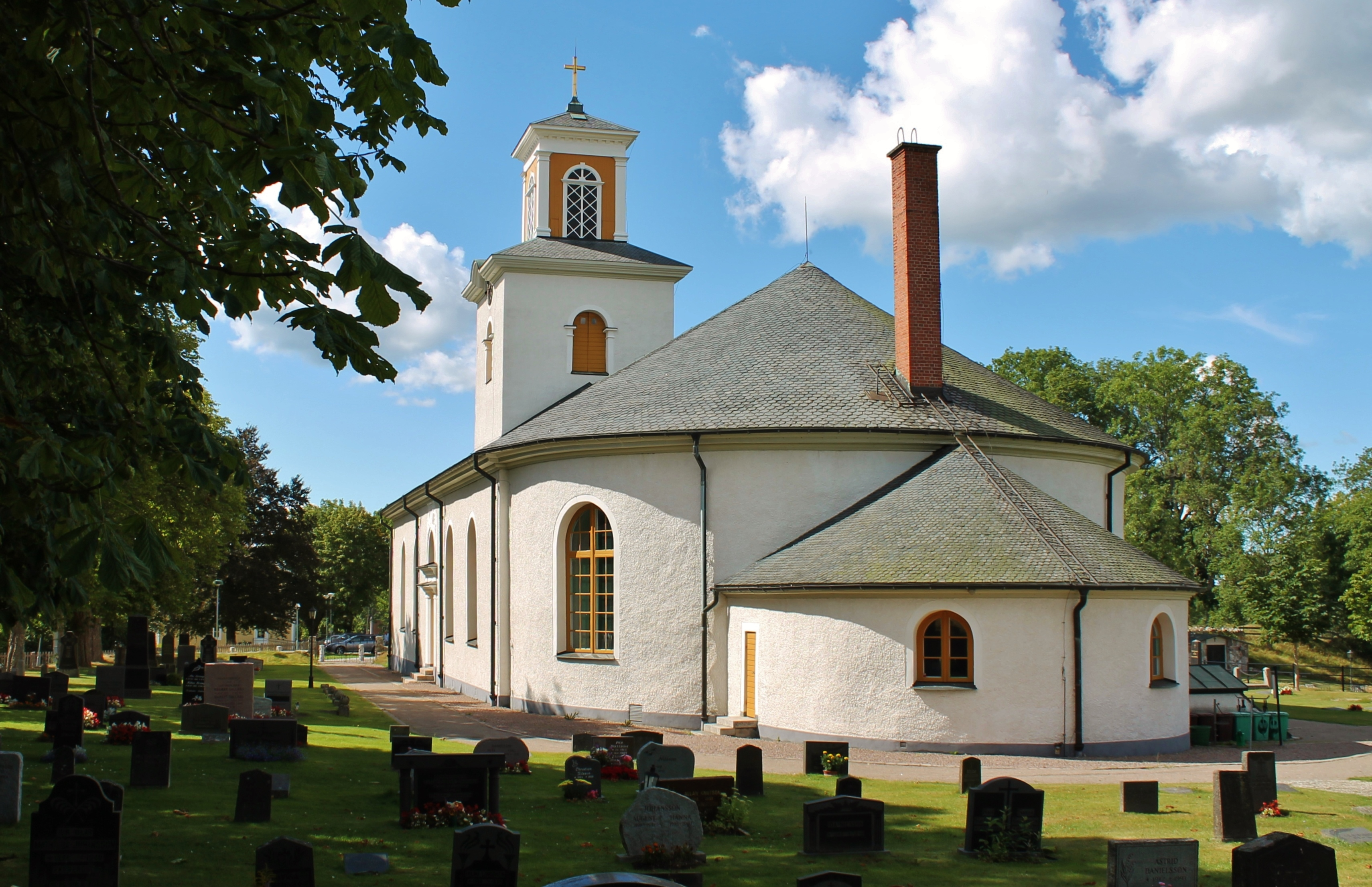
Kyrkan från öster.
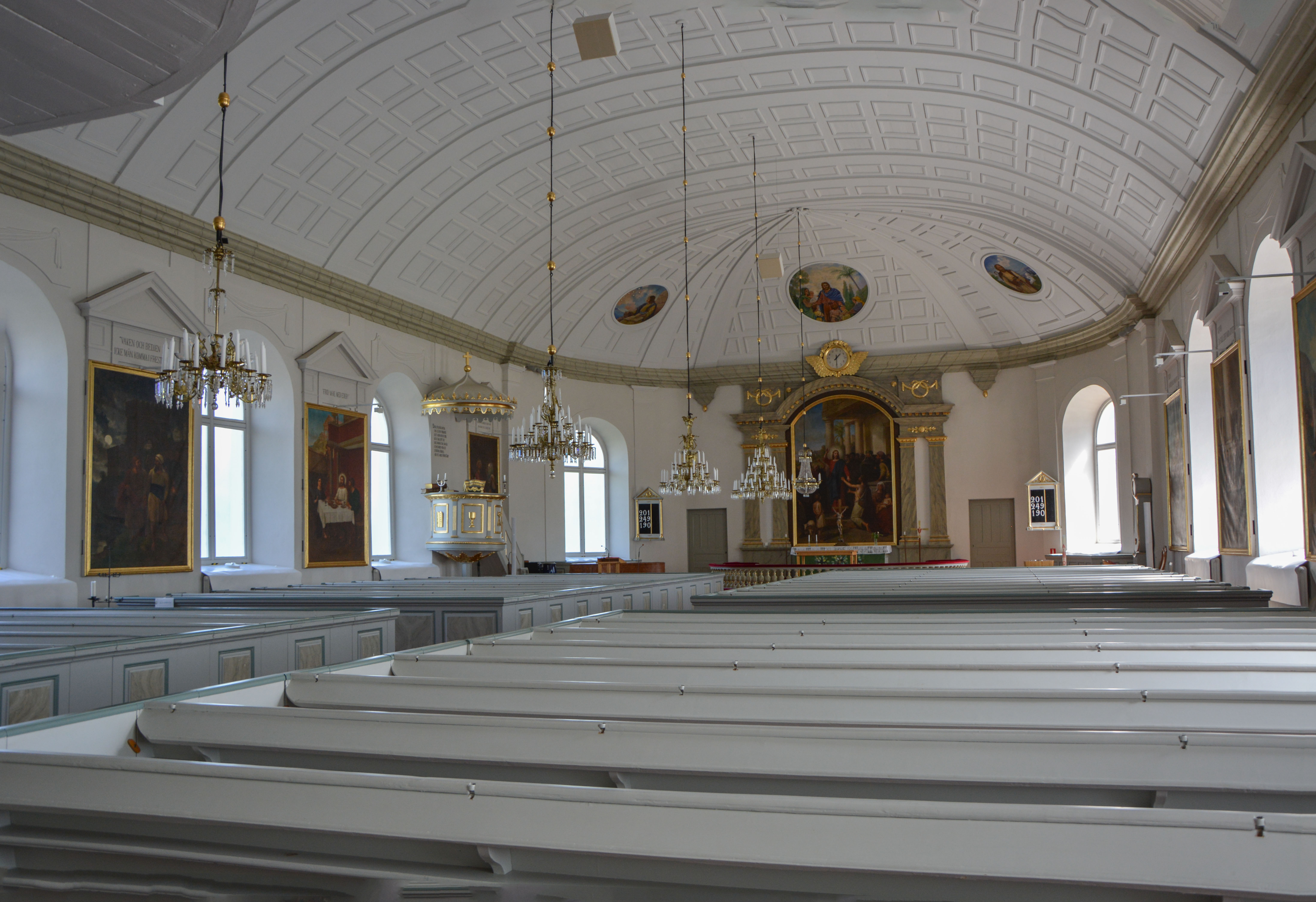
Interiör mot öster.
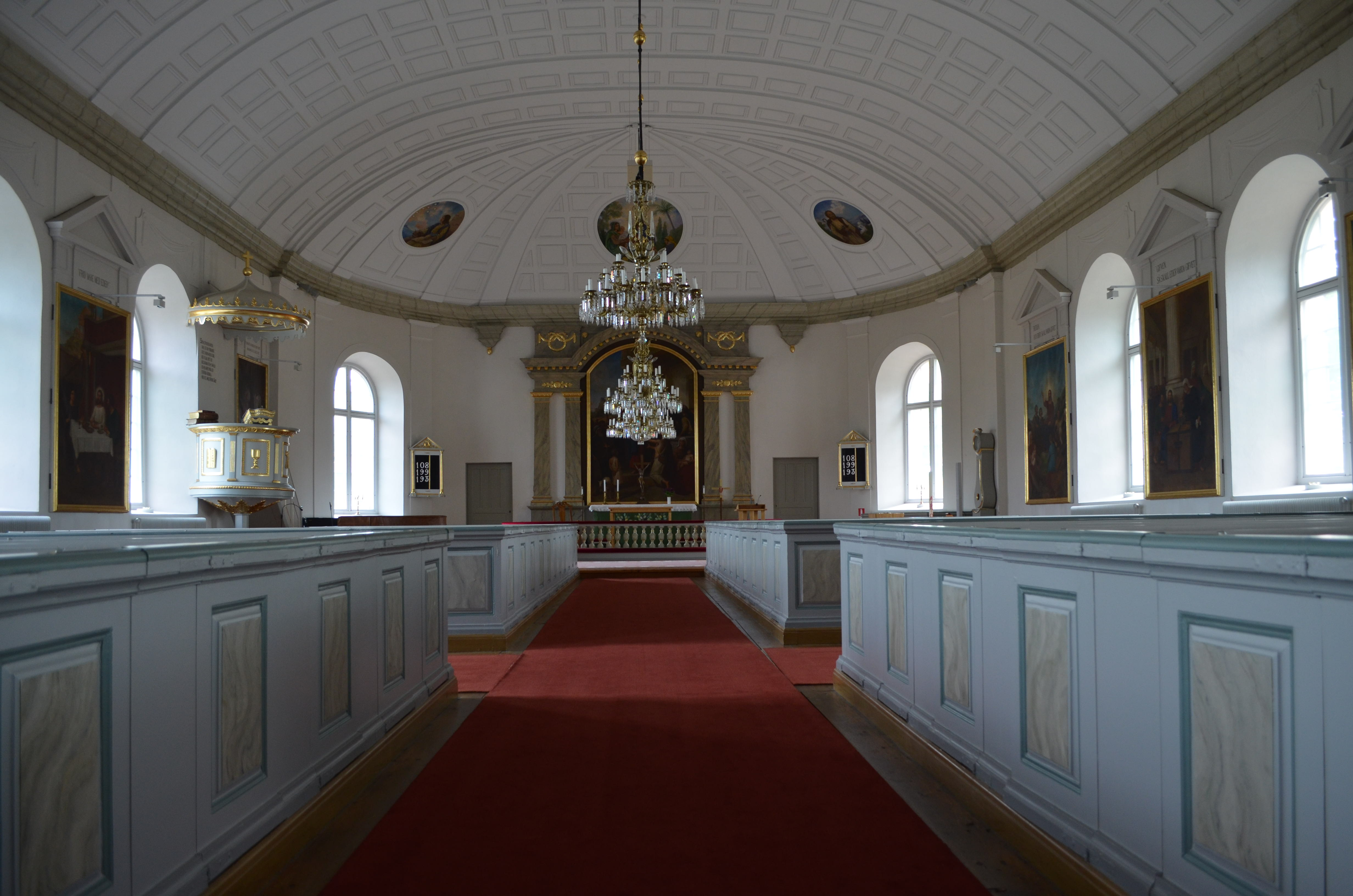
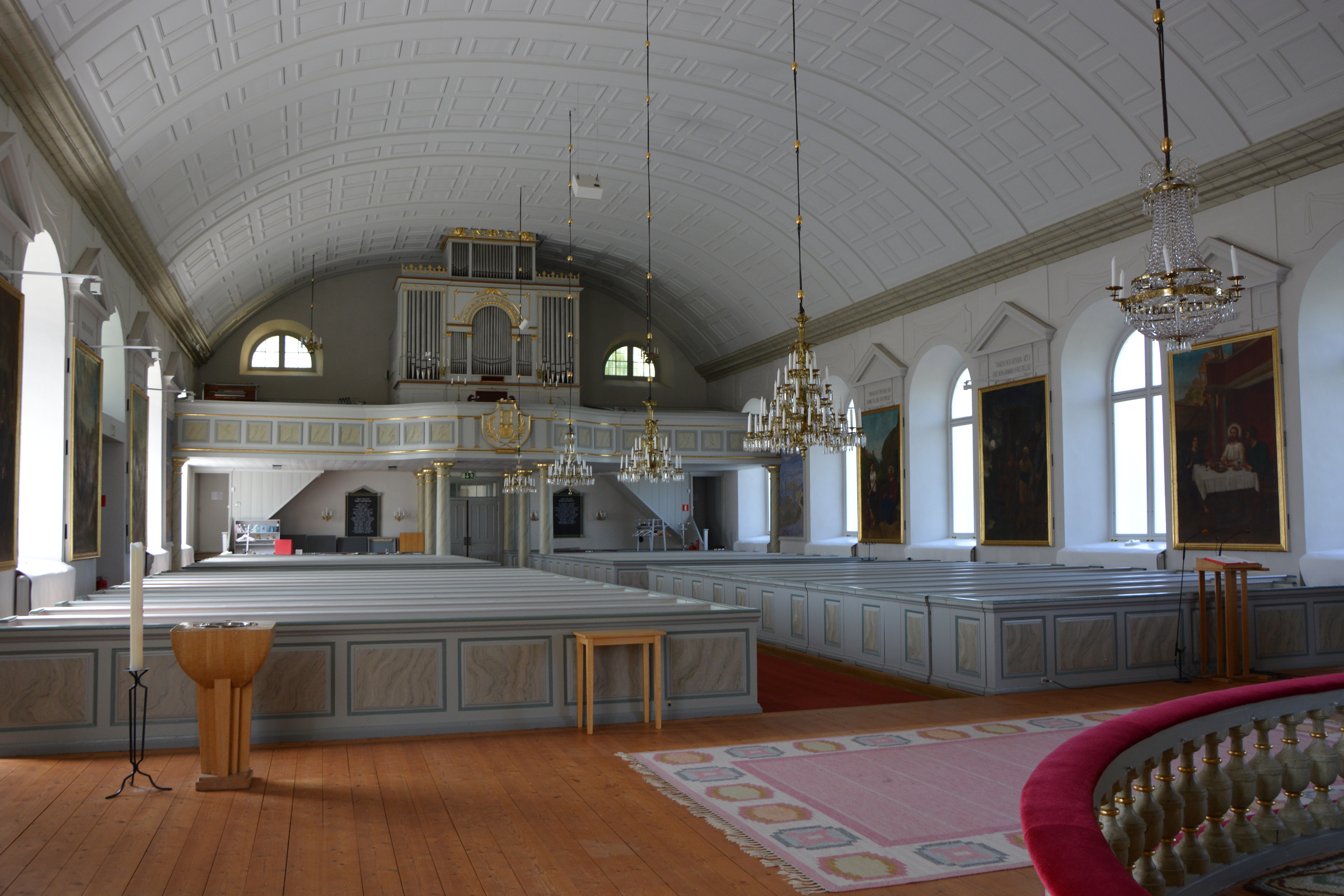
Interiör mot väster.
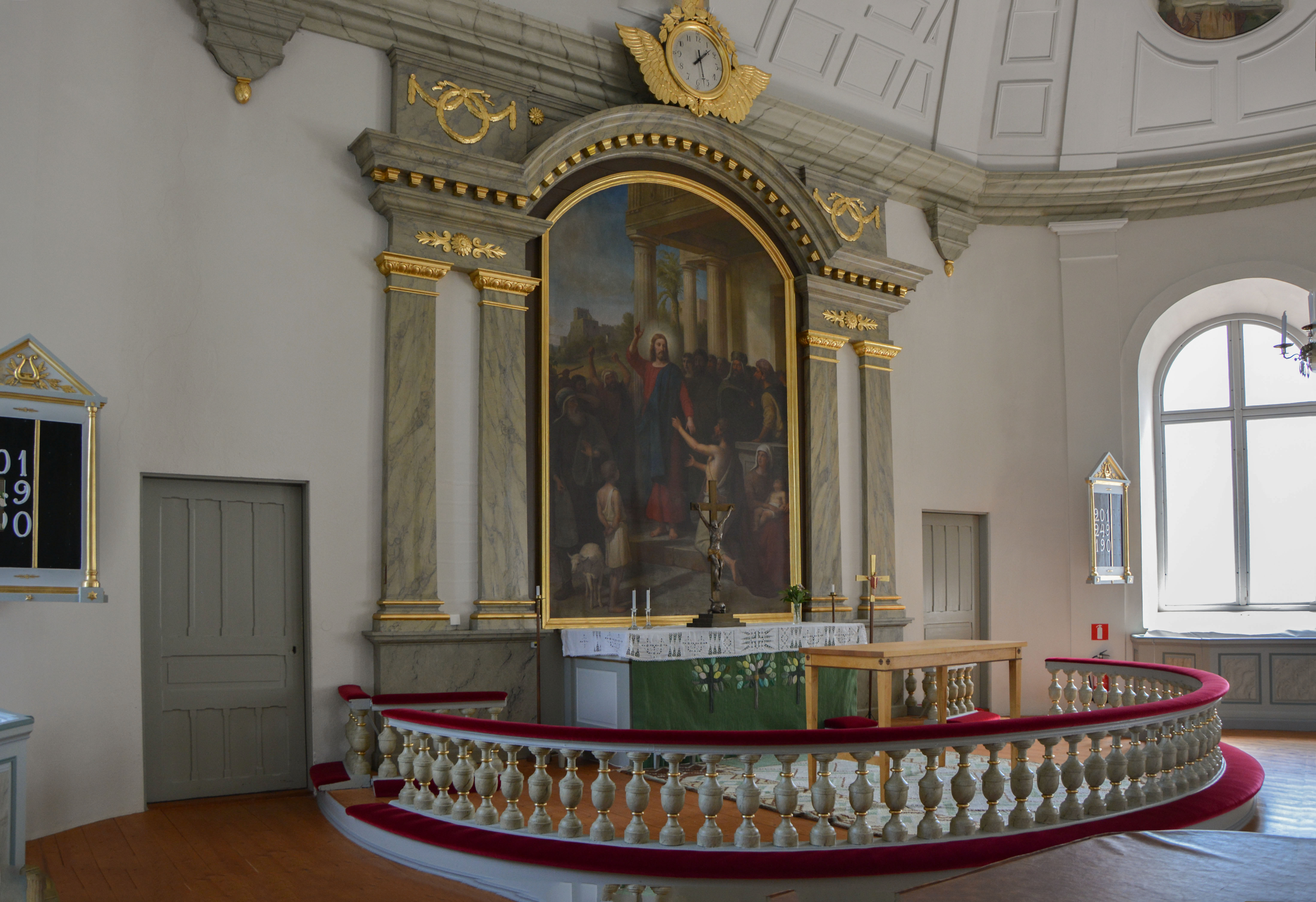
Koret
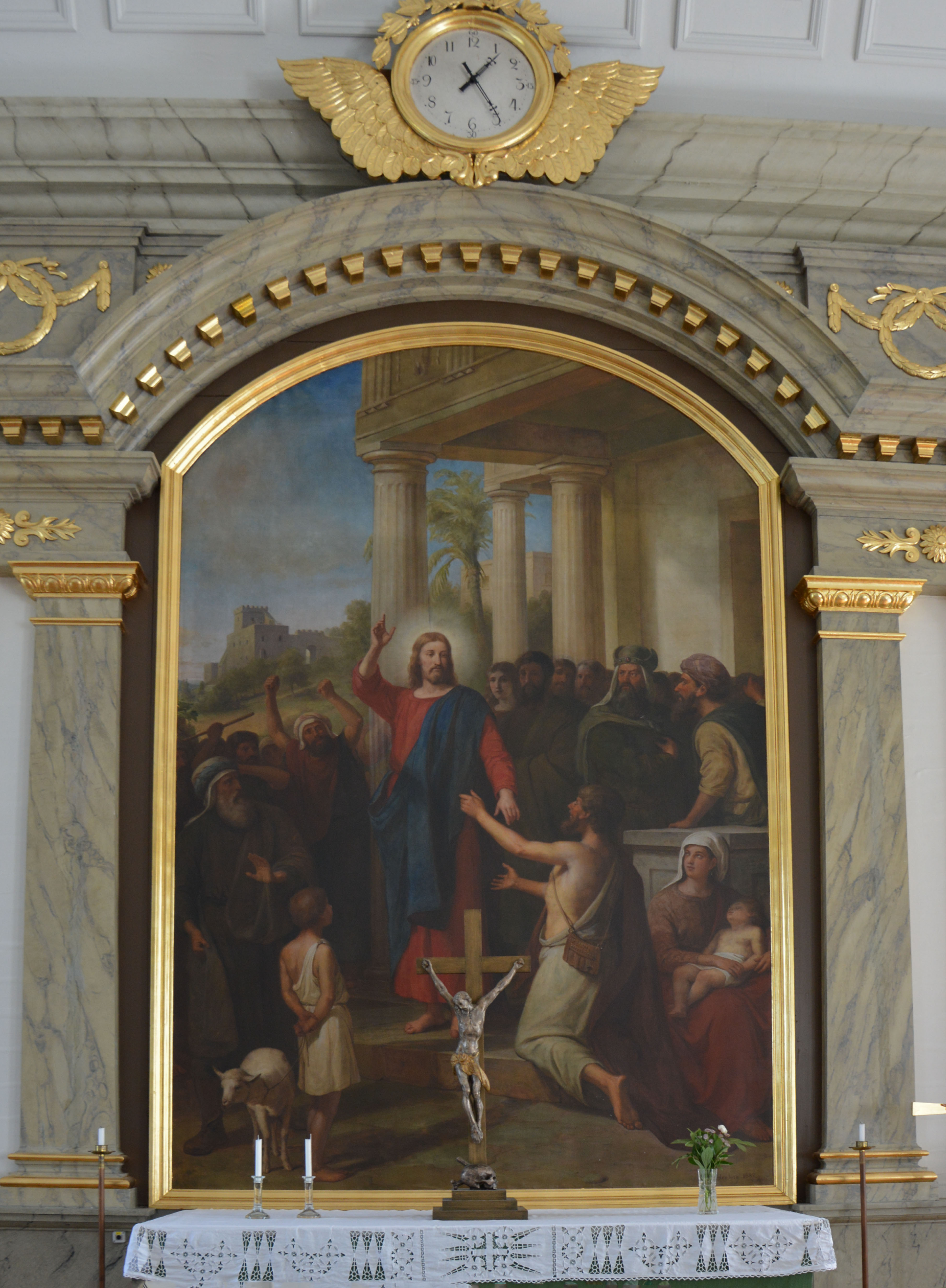
Altartavla"Jesus botar en man med en förtvinad hand".
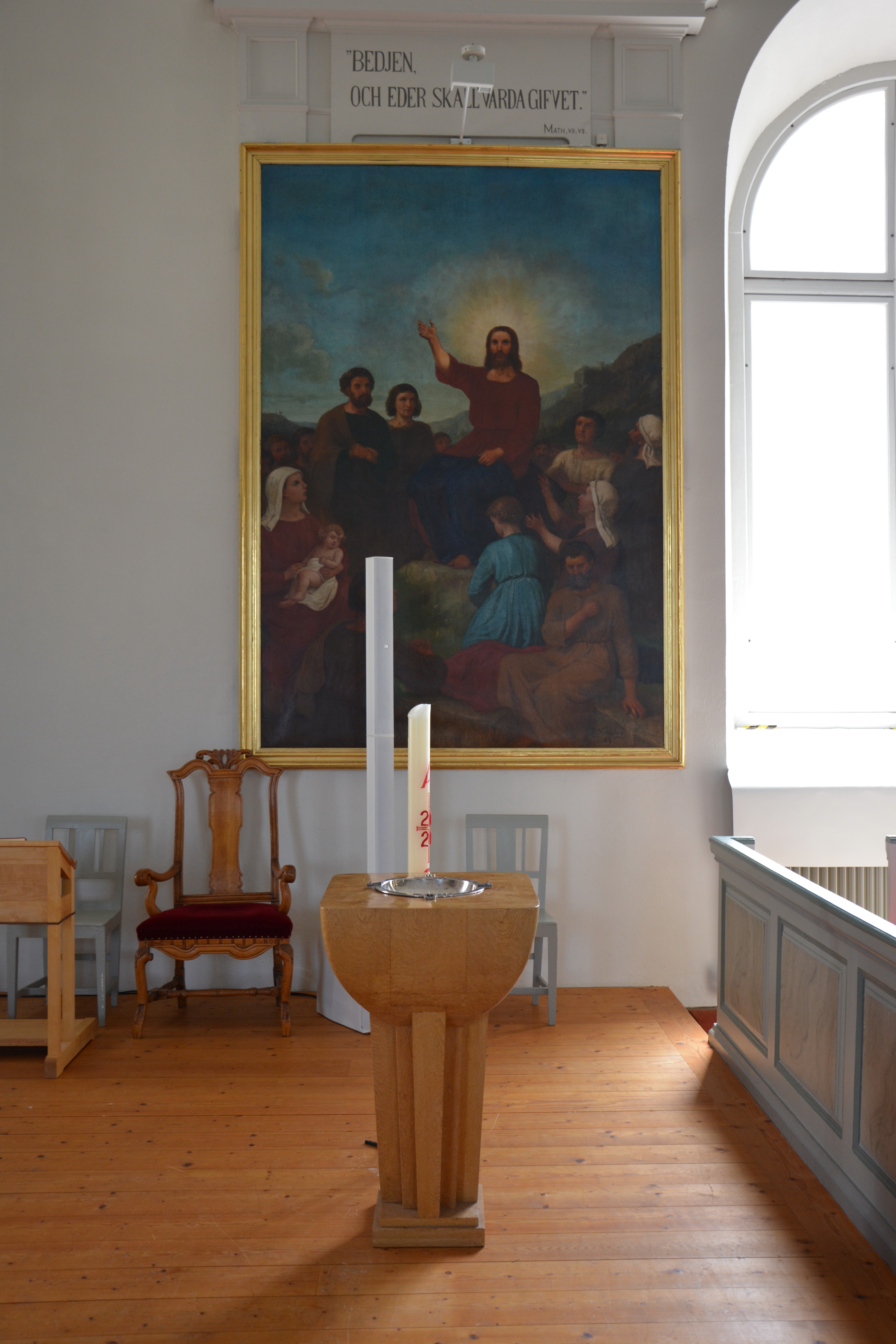
Dopfunt och oljemålning "Bergspredikan".
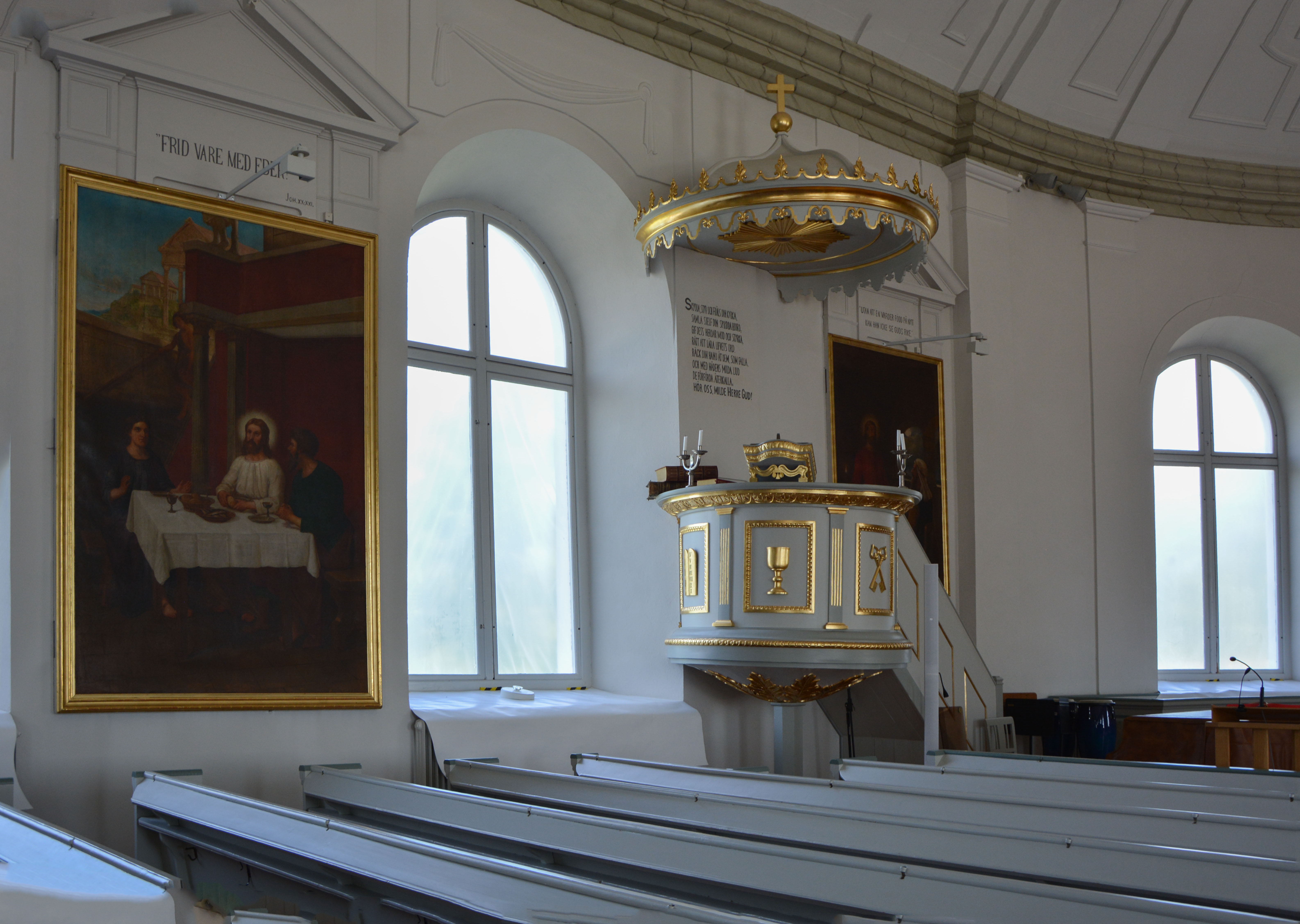
Predikstolen och tavla "Den uppståndne visar sig".
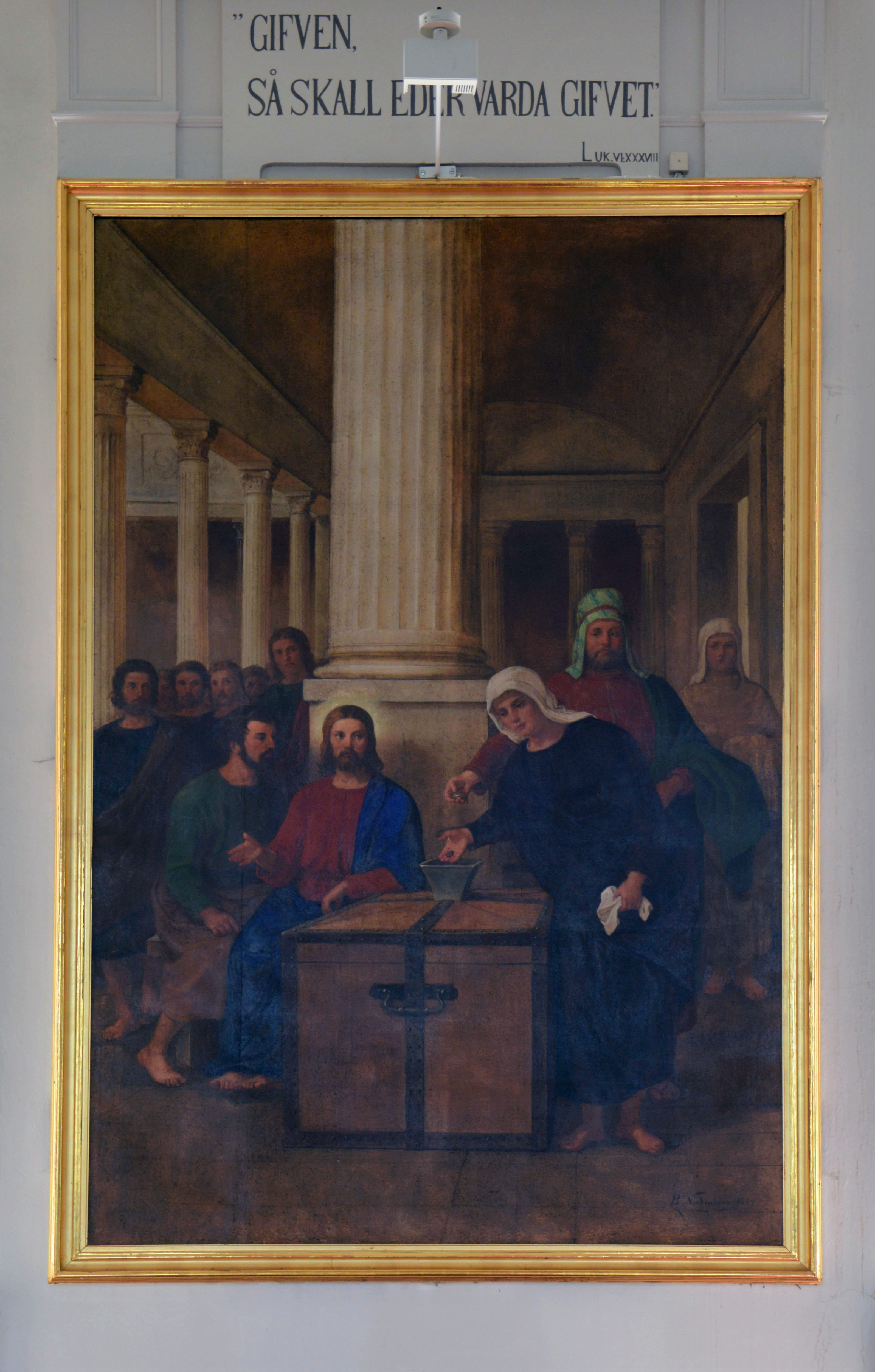
Oljemålning "Änkans gåva".
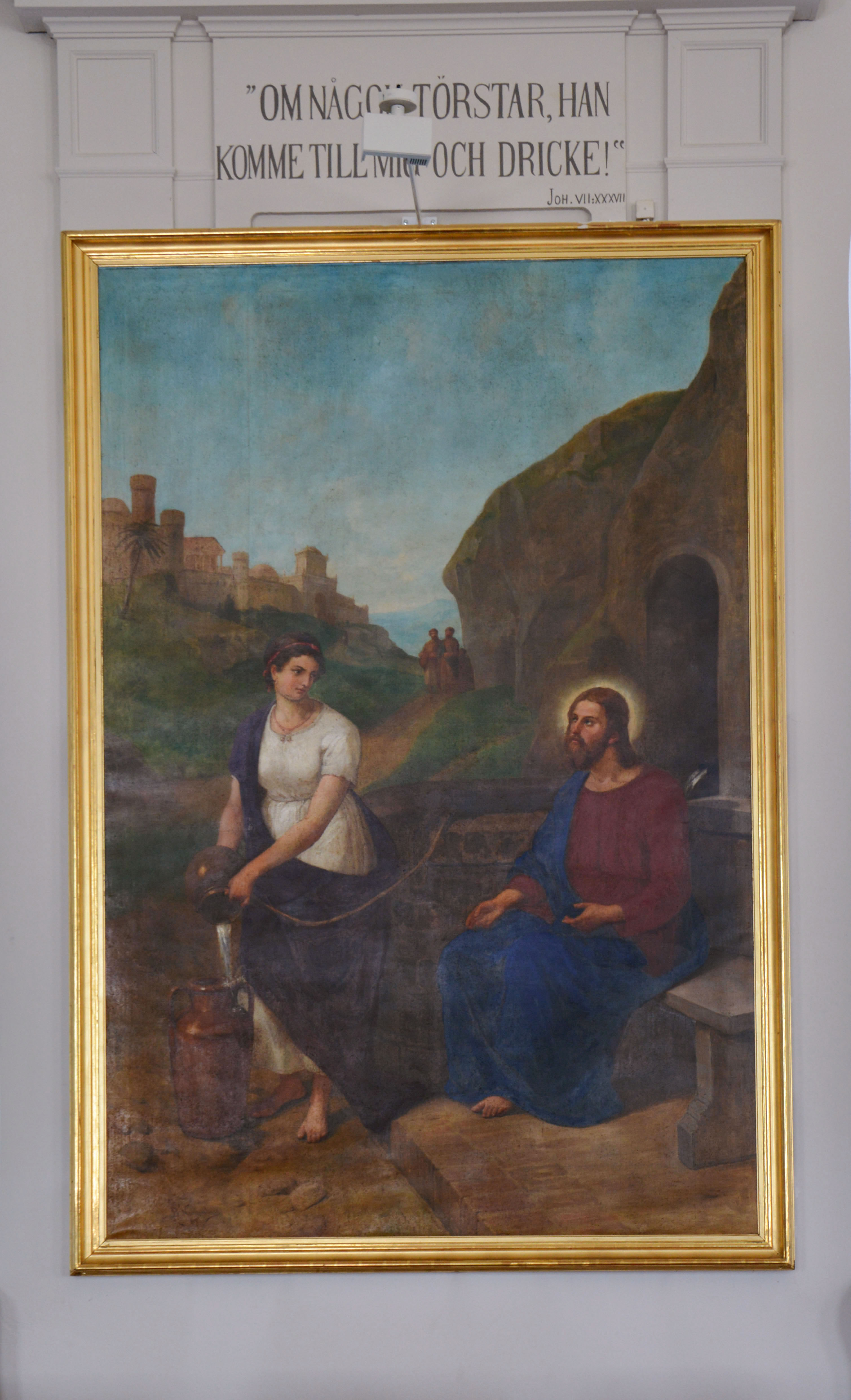
"Jesus och den samariska kvinnan".
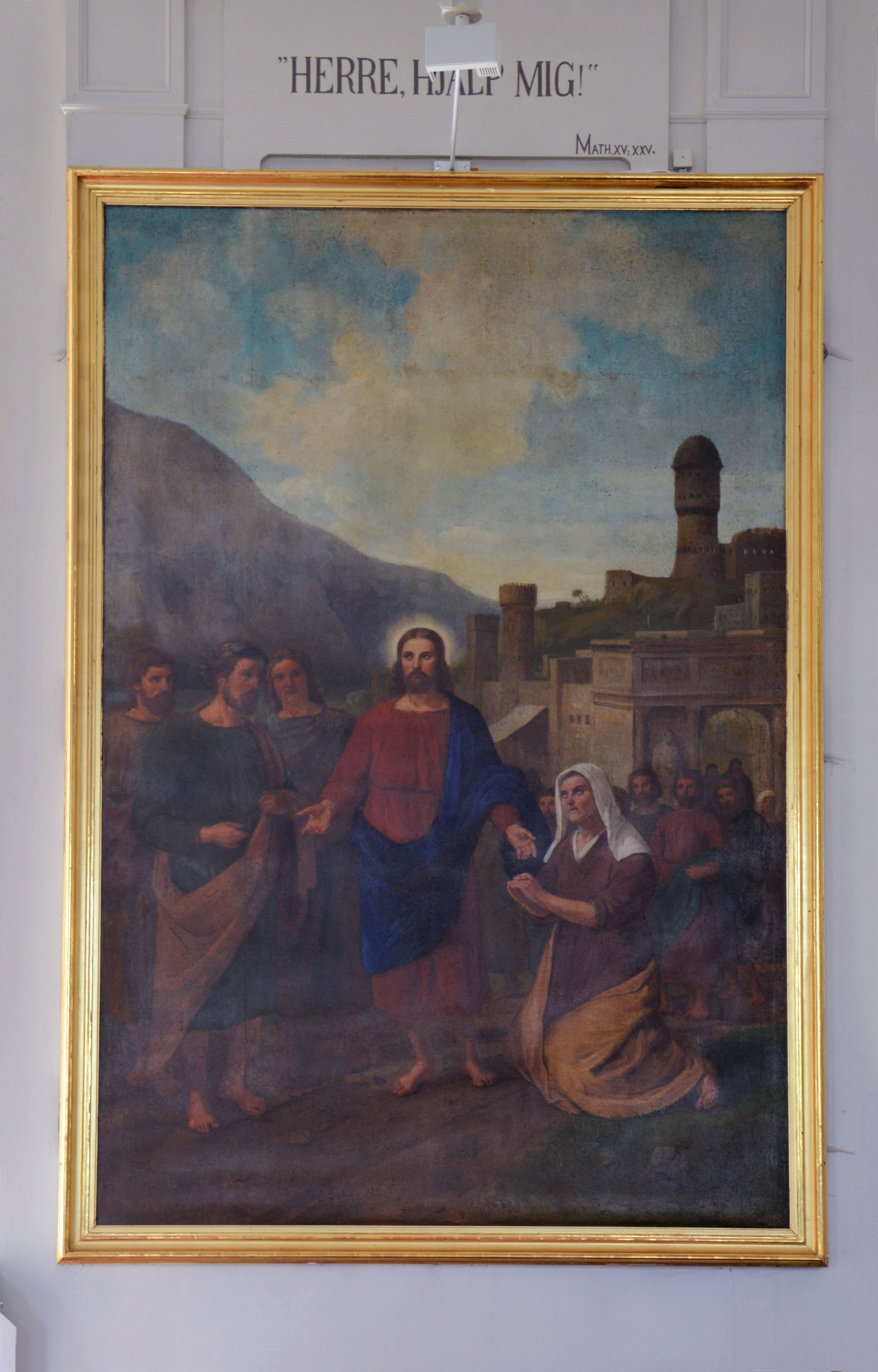
"Jesus botar den kananeiska kvinnans dotter".
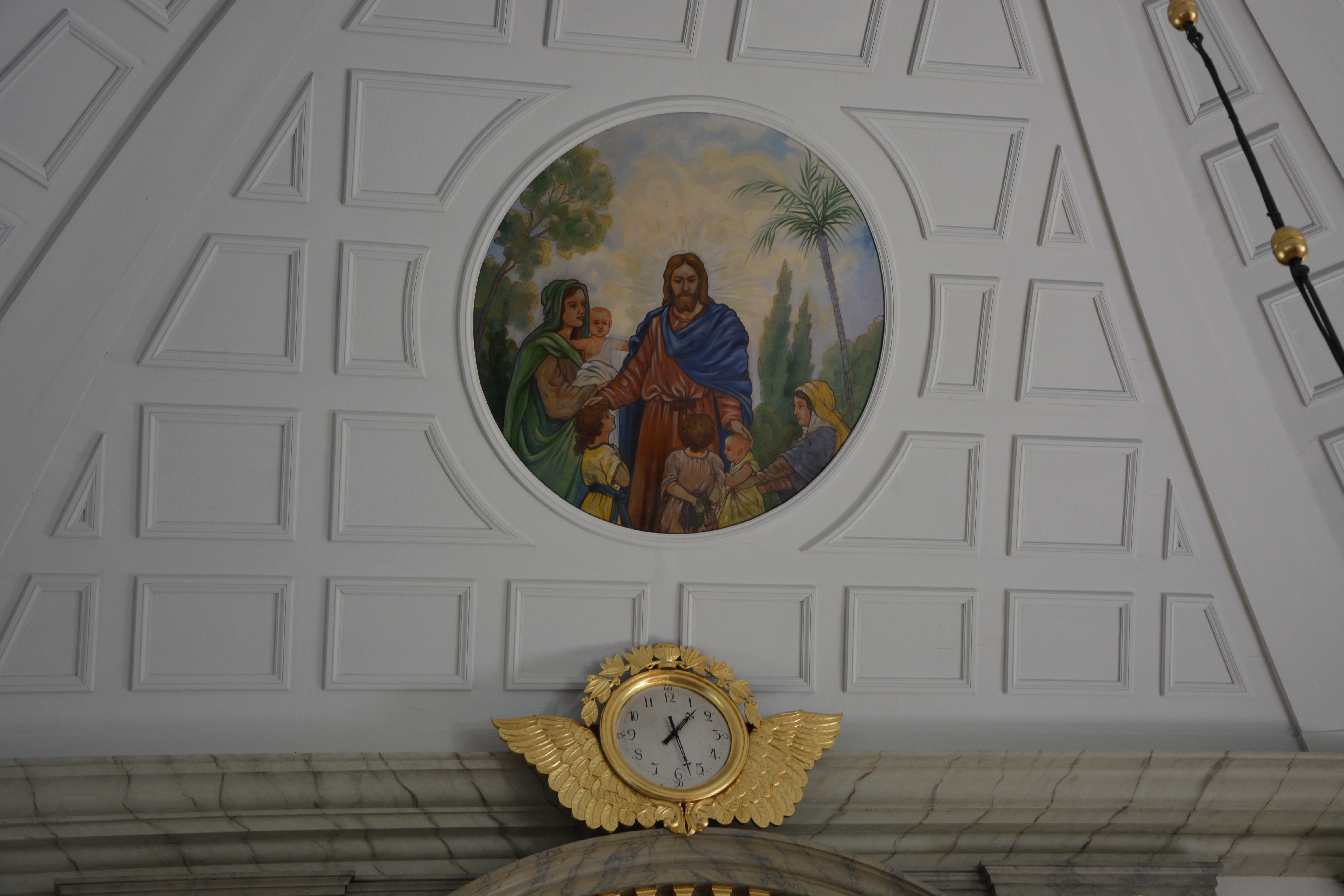
Medaljongmålning i kortaket av S Linnborg 1905.
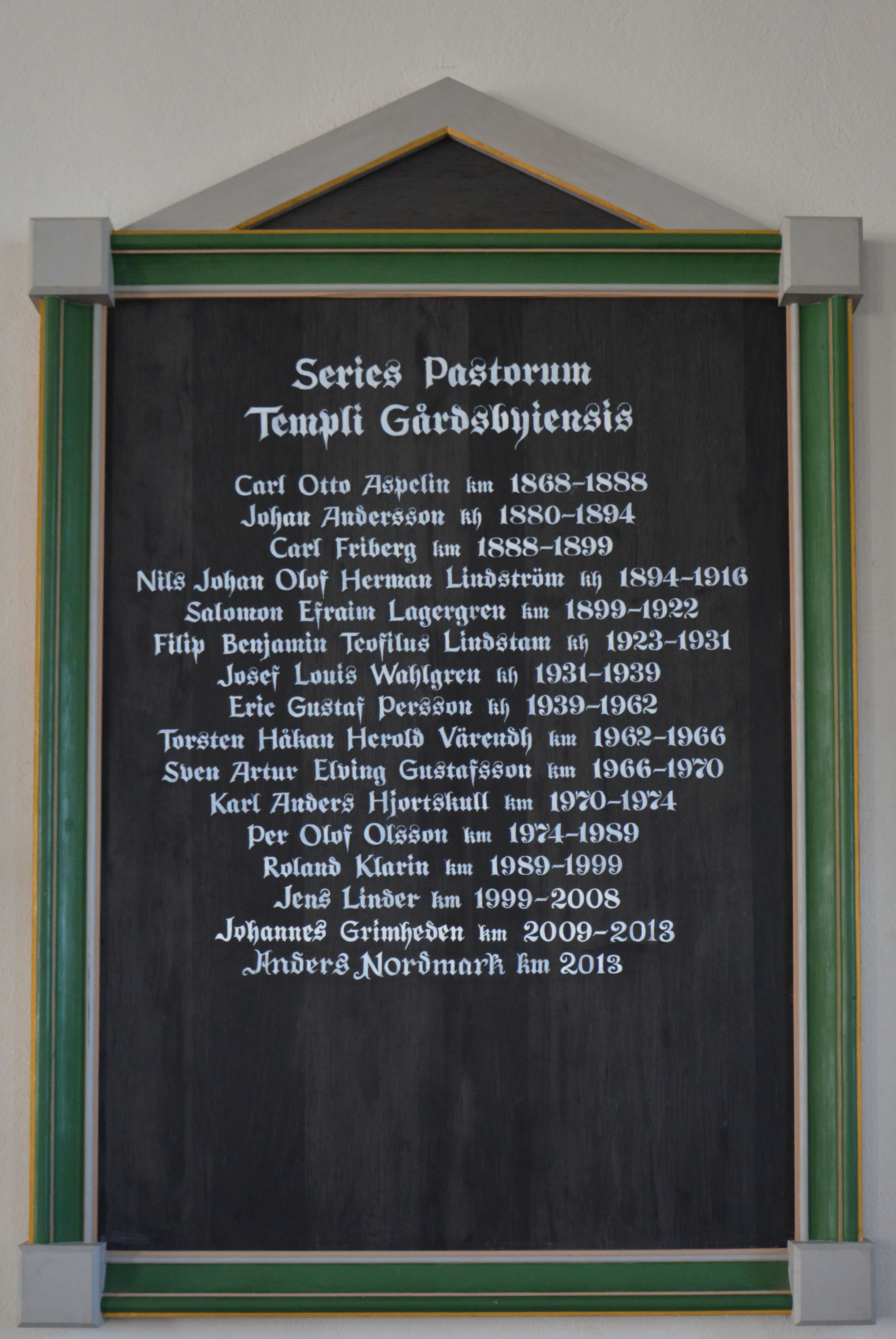
Series pastorum

## Orgeln

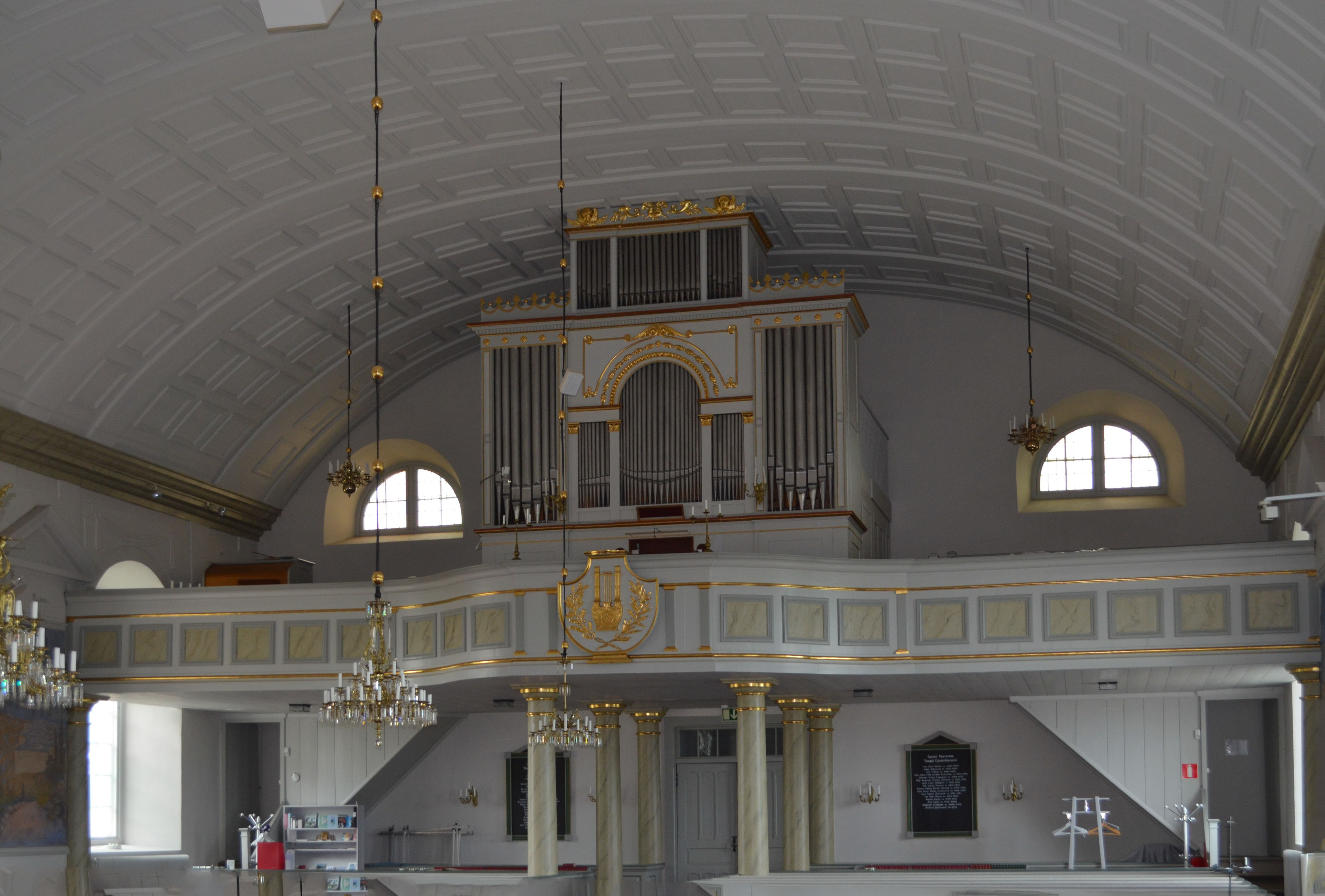
Kyrkorgeln

Kyrkans orgel tillkom 1852 och var byggd av Johan Nikolaus Söderling, Göteborg. Den hade fjorton stämmor fördelade på två manualer och pedal. Fasaden ritades av Carl Gustaf Blom Carlsson 1851. Carl Elfström i Ljungby renoverade och byggde till orgeln 1895 med ett självständigt pedalverk och 1935 byggdes orgelverket om av Mårtenssons orgelfabrik. Då tillkom bland annat ett nytt fristående spelbord och öververket flyttades till ett svällskåp så att styrkan kan varieras. Orgelfasader bevarades.[källa behövs] Trakturen och registraturen blev pneumatisk och utökades av A. Magnusson Orgelbyggeri AB. År 1971 rekonstruerades mekaniken och 1971-1972 renoverades orgeln av Anders Perssons Orgelbyggeri i syfte att återställa den till 1895 års utseende.
| Huvudverk I  | Öververk II       | Pedal         | Koppel |
| Borduna 16´  | Gedackt 8´        | Subbas 16´    | I/P    |
| Principal 8´ | Viola di Gamba 8´ | Violoncell 8´ | II/P   |
| Flagflöjt 8´ | Principal 4´      | Oktava 4´     | II/I   |
| Fugara 8´    | Täckflöjt 4'      | Basun 16'     |        |
| Oktava 4'    | Flauta piccola 2' |               |        |
| Mixtur IV    |                   |               |        |
| Trumpet 8'   |                   |               |        |

Tostareds Kyrkorgelfabrik utförde 2007 flera renoveringar. Samtliga originalstämmor återställdes till originalskick. Alla nytillverkade stämmor följer Söderlings praxis från nybygget. De två djupa pedalstämmorna Subbas 16 fot och Violoncell 8 fot av Elfströms tillverkning behölls. Fasadpipor rengjordes och riktades. Mycket av mekaniken inne i orgeln från 1972 och ersattes med nytt material. Originalbälgarna renoverades till fullgod funktion och ny tyst fläkt installeras.  Orgelns nuvarande bestyckning är 17 stämmor fördelade på två manualer och pedal. 
| Huvudverk I  | Öververk II       | Pedal         |
| Borduna 16'  | Flaggfleut 8'     |               |
| Principal 8´ | Viola di gamba 8' | Violoncell 8´ |
| Gedackt 8´   | Principal 4´      | Basun 16´     |
| Fugara 8'    | Fleut 4'          |               |
| Octava 4'    | Flauta piccola 2' |               |
| Qvinta 3'    |                   |               |
| Oktava 2'    |                   |               |
| Trumpet 16'  |                   |               |
| Trumpet 8'   |                   |               |

Lördagen den 1 december 2007 invigdes den nyrenoverade orgeln i kyrkan vid en musikgudstjänst. Det finns endast ytterligare en orgel i landet av samma typ, nämligen orgeln i Voxtorps kyrka.

## Personal i Gårdsby församling[4]
Anders Nordmark - Komminister
Anna Magnér - Församlingspedagog
Maria Sennvall - Kantor
Anna Torenhagen - Dramapedgog
Martin Prim - Värd
Hanna Gatestål Petersson - Pedagog
Annica Andersson - Administratör